# Mir (MBLAQ)
Bang Cheol-yong (n. 10 martie 1991), cunoscut după numele de scenă Mir, este în prezent principalul rapper al J.Tune Entertainment, unde este unul din cei cinci membri ai formației MBLAQ, activă în Coreea de Sud. Este cunoscut ca fiind fratele mai mic al actriței Go Eun-ah.

## Activități solo

### Televiziune
După debutul trupei MBLAQ în 2009, Mir a fost distribuit ca membru al emisiunii 'Makbanshi' sau 'Idol Maknae Rebellion'.

### Videoclipuri
- Rapper în melodia lui Ahn Jin Kyoung (de la Baby Vox Re.V), 2010
- Rapper în "Going Crazy" - Kan Mi Youn, 2010